# Industrieverband Schneid- und Haushaltwaren
Der Industrieverband Schneid- und  Haushaltwaren e. V. wurde am 13. Mai 1891 in der Klingenstadt Solingen als Zusammenschluss von Fabrikantenvereinen als Interessenvertretung der Schneidwarenindustrie gegründet.
Hieraus entwickelte sich der Fachverband der Schneidwarenindustrie, welcher 1971 mit dem Verband der Besteckindustrie fusionierte und so zum Industrieverband Schneidwaren und Bestecke (IVSB) wurde. Durch die Übernahme der Mitglieder des Industrieverbandes Haushalt-, Küchen- und Tafelgeräte HKT entstand im Jahre 2002 der heutige Industrieverband Schneid- und Haushaltwaren.
Neben der klassischen Lobbyarbeit nimmt er zu Gesetzesvorhaben Stellung, wirkt an der Ausgestaltung der Mittelstandspolitik mit, informiert seine Mitglieder und steht mit den politischen Entscheidungsträgern verschiedener Ebenen in Kontakt. Hierzu ist der IVSH wiederum Mitglied im Europäischen Branchenverband (FEC), dem Lebensmittelverband Deutschland, dem Normenausschuss Information und Dokumentation im DIN, der Wettbewerbszentrale, dem Ausstellungs- und Messe-Ausschuss (AUMA), dem RAL Deutsches Institut für Gütesicherung und Kennzeichnung, der Forschungsgemeinschaft Werkzeuge und Werkstoffe (FGW), der Ständigen Konferenz Industrie-Handel, dem Bundesverband zivile Legalwaffen sowie diversen Fördervereinen wie etwa dem LVR-Industriemuseum Solingen, dem Museum Plagiarius und dem Deutschen Klingenmuseum.
Zudem kooperiert er mit weiteren vergleichbaren Interessenvertretungen und Dienstleistern. Zum Stand 06/2025 hat er 108 Unternehmen der Branche als Mitglied, wobei Fördermitgliedschaften möglich sind.